# Faisalabad Electric Supply Company
Faisalabad Electric Supply Company (ou FESCO) é uma companhia de distribuição de energia elétrica que fornece eletricidade para a cidade de Faiçalabade (Paquistão). Esta companhia gera eletricidade através da água (energia hidroelétrica) e a distribui para aproximadamente 22 milhões de pessoas da região. Ela foi fundada em 1998 está localizada em Laore.